# Железнодорожный романс
«Желе́знодоро́жный рома́нс» — художественный фильм режиссёра Ивана Соловова.
В 2003 году был представлен на премии «ТЭФИ» в номинации «Телевизионный художественный фильм».

## Сюжет
У главного героя — молодого человека по имени Алексей — жизнь складывалась удачно: после увольнения из НИИ ему посчастливилось устроиться на работу водителем у олигарха. И вот он встретил свою настоящую любовь — Веру, учительницу музыки, которая обучала дочь бизнесмена игре на фортепиано.
Алексей решил познакомиться с ней. Он купил два билета в консерваторию и один из них подбросил Вере в почтовый ящик. Чтобы произвести максимальное впечатление, он попросил у олигарха на торжественный вечер самый крутой «Мерседес». Но в тот день Алексей застрял в «пробке» и в консерваторию не попал. А на обратном пути, управляя машиной и одновременно звоня Вере по мобильному телефону, чтобы извиниться, Алексей не справился с управлением и произошла авария. Алексей почти не пострадал, но машина была разбита.
Чтобы расплатиться за нанесённый ущерб, Алексею пришлось отдать олигарху свою квартиру, и он стал бомжом.
Однажды в поисках места для ночлега Алексей забрел на Рижский вокзал, залез в отцепленный купейный вагон и заснул там. А утром проснулся… уже в пути. К нему зашёл проводник последнего вагона Петрович, и ситуация прояснилась: Алексей попал в прицепной вагон, который следовал в ремонт.
Путь из Москвы в Красноярск прошёл очень весело, и Алексею пришла в голову мысль: угнать этот вагон и ездить в нём по всей России. Всё, что для этого требовалось — по прибытии на станцию назначения сменить приписной номер, написанный мелом на борту, на какой-либо другой. Получив у Петровича справочник нумерации станций, Алексей начал свою жизнь на колесах. С 1996 по 2002 год он объездил всю Россию. Средства к существованию Алексей добывал тем, что приглашал в свой вагон пассажиров и брал с них плату за проезд.
Однажды Алексей снова встретил в пути своего давнего знакомого проводника Петровича. А затем произошло самое судьбоносное событие.
На станции, где поезд сделал остановку, волей судьбы оказалась Вера. Ей нужно было вернуться в Москву, но она случайно перепутала поезда, села как раз в прицепной вагон к Алексею и поехала в противоположную сторону. Вера была очень расстроена, ведь теперь она не успевала в Москву к Новому году. Она решила обратиться к начальнику поезда за помощью в пересадке на московский поезд. Петрович по просьбе Алексея сыграл роль начальника поезда и убедил Веру, что ей нужно сейчас лечь отдыхать, а утром будет большая станция, с которой можно будет уехать в Москву. Вера поужинала, легла и заснула.
Ночью состав сделал техническую остановку и Алексей увидел на соседнем пути поезд до Москвы. Он упросил машиниста маневрового тепловоза подцепить его вагон к московскому поезду. На следующее утро Вера проснулась и увидела подлинное чудо — она подъезжает к Москве!
Вера вышла из поезда и поехала домой. Алексея арестовала милиция и представила к суду по обвинению в использовании вагона в личных целях. Когда Вера узнала об этом, то поняла, что настал её черед сделать чудо. Она обратилась за помощью к олигарху, а тот — к высокопоставленному прокурору, который и дал указание судье вынести условный срок. Огорошенный и счастливый, Алексей вышел из здания суда, где его ждала Вера…

## В ролях
| Актёр             | Роль                                                         |
| ----------------- | ------------------------------------------------------------ |
| Ольга Будина      | Вера Анатольевна                                             |
| Егор Бероев       | Алексей Николаевич Смирнов                                   |
| Леонид Куравлёв   | Николай Петрович-«Чуток», проводник                          |
| Нина Гребешкова   | бабушка Веры                                                 |
| Александр Семчев  | Валерий Семёнович Сомов, бывший начальник Алексея, бизнесмен |
| Оксана Миронова   | пассажирка                                                   |
| Анна Воронова     | проводница                                                   |
| Ольга Балашова    | судья                                                        |
| Александр Наумов  | милиционер                                                   |
| Алексей Франдетти | студент в консерватории                                      |
| Валерий Иваков    | пассажир                                                     |
| Александр Числов  | смотрящий за переходом                                       |

## Съёмочная группа
- Продюсер: Александр Крылов
- Автор сценария: Александр Детков
- Режиссёр: Иван Соловов
- Оператор: Александр Носовский
- Композитор: Илья Духовный

## Призы и награды
- 2003 — Приз за лучшую мужскую роль на МФ телевизионных фильмов в Пловдиве — Егор Бероев

## Технические данные
Фильм снят на плёнке фирмы «Kodak».

## Несоответствия реальности
Шесть лет герой путешествует в одном вагоне. На самом деле пассажирский вагон не может проездить столько времени без технического осмотра, обслуживания, текущего ремонта и экипировки (заправки воды в резервуары вагона). Кроме того, каждый вагон находится на учёте в пункте приписки, в случае пропажи его нашли бы куда быстрее, чем за 6 лет. И наконец, человек без необходимой квалификации работать проводником и поддерживать вагон и его системы жизнеобеспечения в исправном состоянии не может.
Из информации в сети реальный герой путешествовал несколько месяцев, после был задержан во Владивостоке и отправлен в Ленинград (откуда был угнан вагон), там был осужден на год исправительных работ. Фамилия этого любителя приключений — Саенко Игорь Владимирович, в Ленинград прибыл из Кировограда. Возможно, эта информация не верна.